# Hilo (metal)

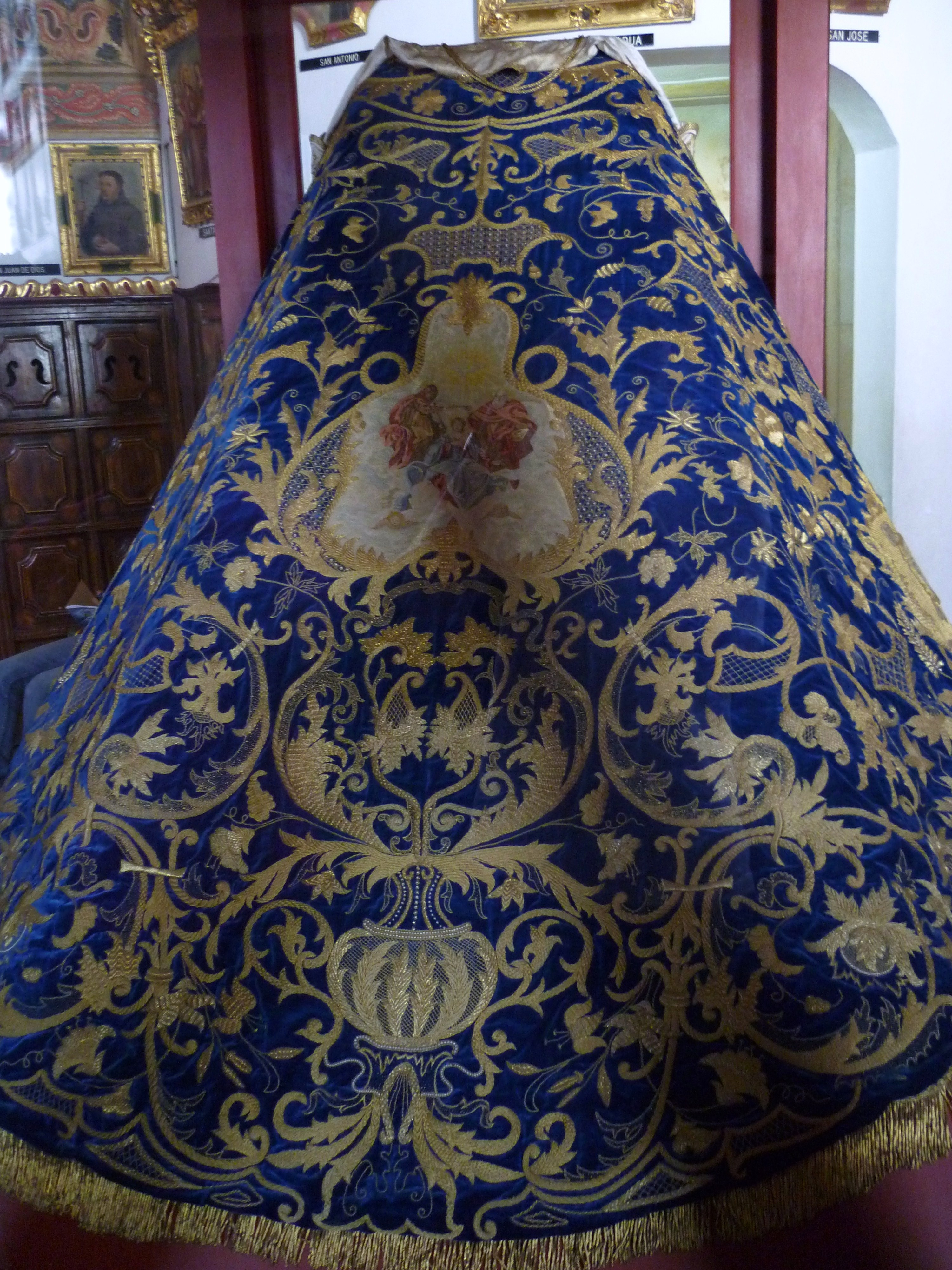
Manto bordado con hilo de oro

Se llaman hilos a los metales pasados por la hilera y reducidos a un cuerpo tan delgado que se puede usar como el hilo formado de lana, seda, cáñamo o lino. 
Los metales que regularmente se reducen en forma de hilo son el oro, plata, cobre y hierro y se denominan hilo de oro, de plata y alambre.
El hilo de oro, que también se llama oro tirado, es un riel sobredorado que el tirador de oro o artífice hace pasar por una infinidad de agujeros de la hilera siempre en disminución reduciéndolo de este modo a la igualdad (o poco más) de un cabello. El hilo de plata, llamado también plata tirada, es lo mismo que el precedente con la diferencia de que aquel está sobredorado y este no.
Estas dos clases de hilo o plata y oro tirados se fabrican así como finos, también falsos. El de oro se hace de una barra muy delgada de cobre rojo, que primero se platea y después sobredora. El de plata se hace de la misma materia plateada únicamente y pasada por la hilera a la par del oro y plata finos. 
El hilo de latón o alambre es el cobre amarillo pasado por la hilera como los demás y se hace de diversos grosores que se destinan a varios usos. El más delgado que denominan manucordio sirve para cuerdas de varios instrumentos musicales.
Los alfileteros consumen gran cantidad y de diferentes grosores para la fabricación de los alfileres. 